# 垂耳鸦科
垂耳鸦科（学名：Callaeidae）是雀形目的一个科，有3属5种(现存2属4种)，为新西兰特有种。
垂耳鸦亦常常被误称为垂蜜鸟（英文:Wattlebird）。实际上，垂耳鸦与垂蜜鸟差别巨大，垂蜜鸟属于吸蜜鸟科（学名：Meliphagidae）且分布于澳大利亚。而垂耳鸦科下的物种分布于新西兰。正因如此，垂耳鸦时常也被称为新西兰垂蜜鸟（英文:New Zealand Wattlebirds）。

## 种
垂耳鸦科现有3属5种。
- 垂耳鸦科 Callaeidae
  - 垂耳鸦属 Callaeas
    - 北岛垂耳鸦（英语：Callaeas wilsoni） C. wilsoni  近危(IUCN 3.1)
    - †?南岛垂耳鸦（英语：Callaeas cinereus） C. cinereus  极危，可能绝灭(IUCN 3.1)[2](最后观察记录时间:2007年)

  - †镰嘴垂耳鸦属 Heteralocha
    - †镰嘴垂耳鸦 H. acutirostris  绝灭(IUCN 3.1)[3](最后观察记录时间:1907年12月28日)

  - 鞍背鸦属（英语：Philesturnus） Philesturnus
    - 北岛鞍背鸦（英语：Philesturnus rufusater） P. rufusater  近危(IUCN 3.1)
    - 南岛鞍背鸦（英语：Philesturnus carunculatus） P. carunculatus  近危(IUCN 3.1)[4]

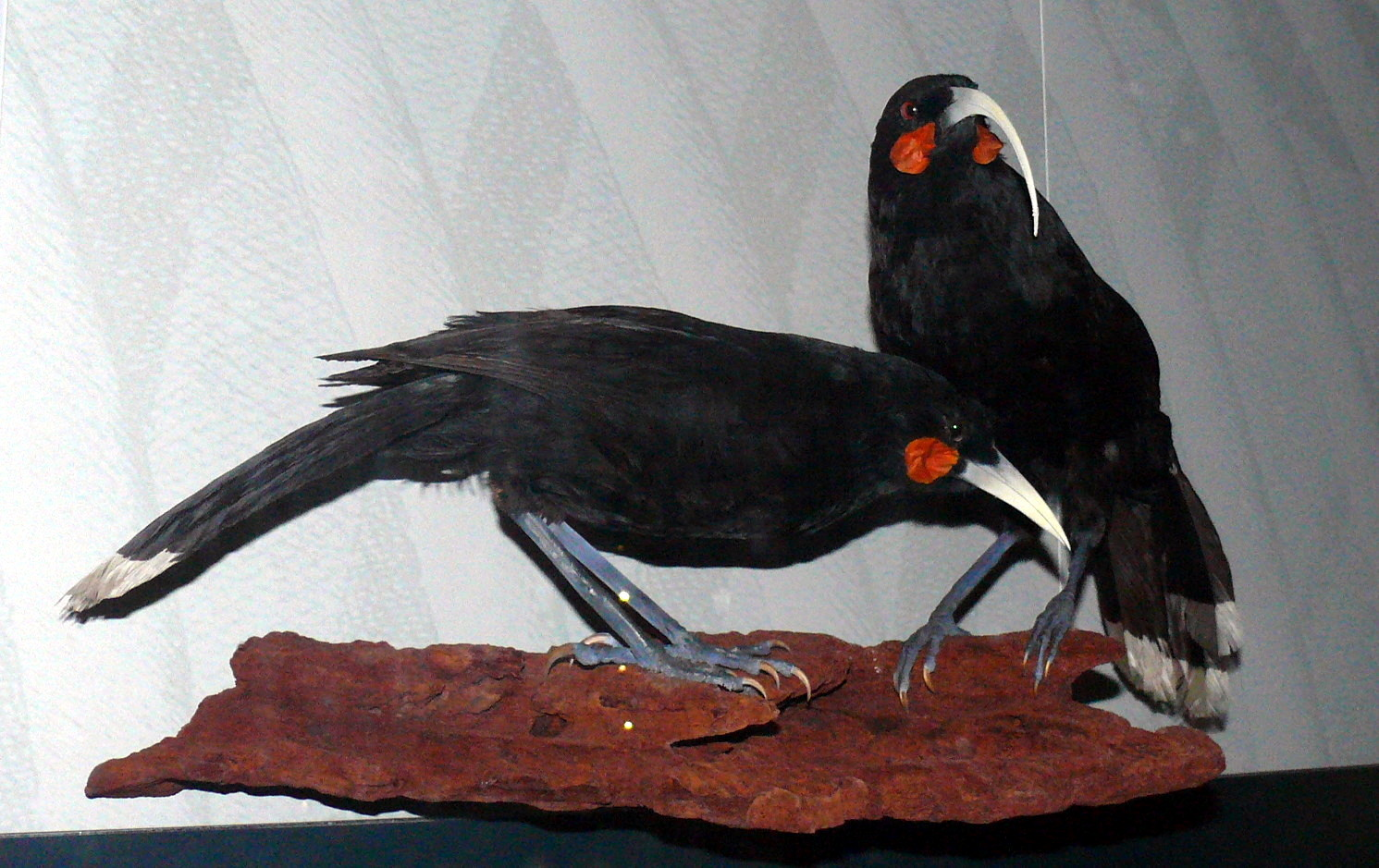
镰嘴垂耳鸦, Heteralocha acutirostris (已绝灭)
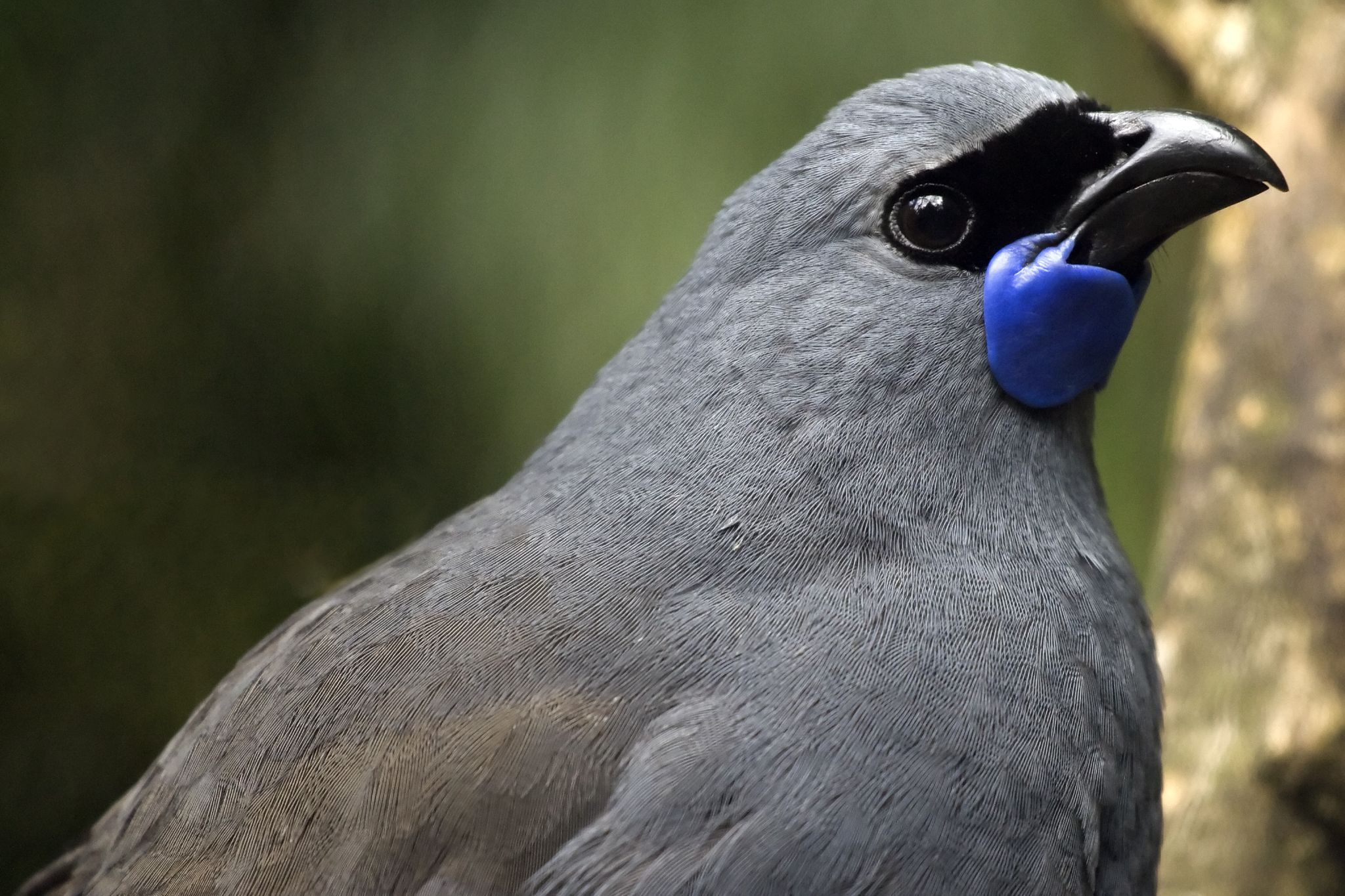
北岛垂耳鸦（英语：Callaeas wilsoni）, Callaeas wilsoni
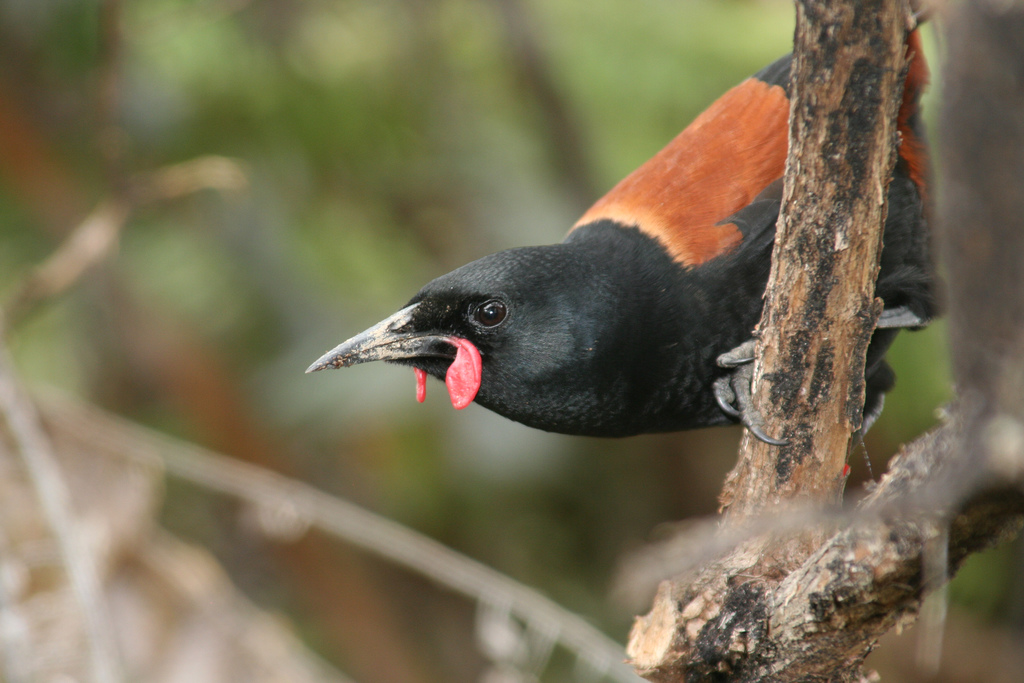
北岛鞍背鸦（英语：Philesturnus rufusater）, Philesturnus rufusater